# Династія Північна Янь
Дина́стія Північна Янь (спрощ.: 北燕; піньїнь: Bĕiyàn) — династія, що правила частиною північно-східного Китаю у період шістнадцяти держав. У 409 році виникла внаслідок повалення династії Пізня Янь. Володарював рід Фен. Була захоплена армією Північна Вей у 436 році.

## Історія
У 407 році, скориставшись внутрішніми конфліктами та палацовими інтригами у державі Пізня Янь впливовий сановник (китаєць за походженням) Фен Ба оголосив себе імператором. У 409 році він остаточно повалив Пізню Янь й започаткував династію Північна Янь. Імператори нової династії намагалися розширити свої володінь на південь та на захід, проте марно. Вже у 436 році Північна Янь зазнала поразки від військ Північної Вей й була приєднана до останньої.

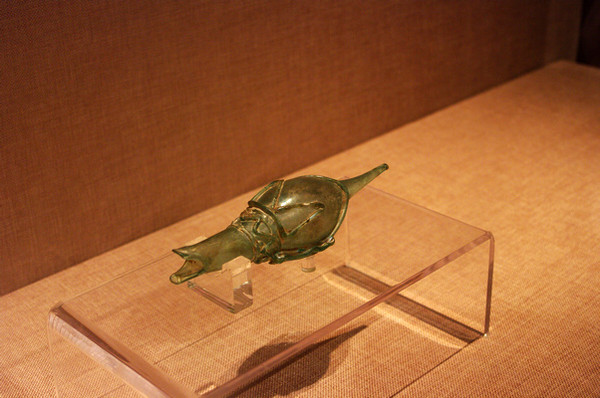
Скляний посуд у формі качки. Північна Янь

 У внутрішній політиці Фен ба та його спадкоємець намагалися відродити традиційні китайські цінности, бюрократичну систему, підтримувалися ремісництво та торгівля.

## Імператори
| Посмертне ім'я                 | Особисте ім'я          | Роки правління | Девіз і роки правління          |
| ------------------------------ | ---------------------- | -------------- | ------------------------------- |
| Вень-чен-ді 文成帝 Wénchéngd   | Фен Ба 馮跋 Féng Bá    | 409–430        | - Тайпін (太平 Tàipíng) 409–430 |
| Чжао-чен-ді 昭成帝 Zhāochéngdì | Фен Хун 馮弘 Féng Hóng | 430–436        | - Дасін (大興 Dàxīng) 430–436   |